# Masanori Suzuki
Masanori Suzuki (鈴木 将方 Suzuki Masanori?), född 15 september 1968 i Tokyo prefektur, är en japansk före detta fotbollsspelare.
Suzuki började sin karriär 1991 i Toshiba. 1994 flyttade han till Júbilo Iwata. Med Júbilo Iwata vann han japanska ligan 1997. Han avslutade karriären 1997.